# Granville Leveson-Gower, 1. Marquess of Stafford

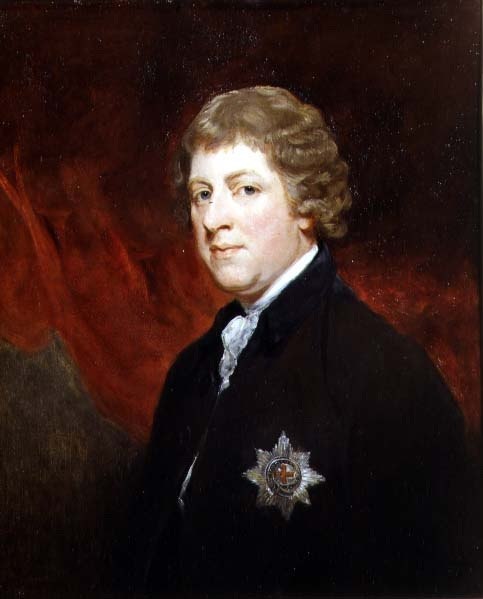
Granville Leveson-Gower, 1. Marquess of Stafford

Granville Leveson-Gower, 1. Marquess of Stafford, PC (* 4. August 1721; † 26. Oktober 1803) war ein britischer Politiker und Peer.

## Herkunft
Er war ein Sohn von John Leveson-Gower, 1. Earl Gower und dessen Ehefrau Lady Evelyn Pierrepont. Seine mütterlichen Großeltern waren Evelyn Pierrepont, 1. Duke of Kingston-upon-Hull und dessen erste Frau Lady Mary Feilding. Mary war eine Tochter von William Feilding, 3. Earl of Denbigh und dessen Frau Mary King. Sein Vater war ein prominenter Tory-Politiker, der 1742 unter John Carterets Verwaltung als erster Tory seit der Thronbesteigung von Georg I. ins Parlament gekommen war. Gower wurde an der Westminster School erzogen und studierte am College Christ Church in Oxford.

## Politische Karriere
Von 1744 bis 1747 war er Abgeordneter im House of Commons für Bishop’s Castle und von April 1754 bis Dezember 1754 für Lichfield. Als sein Vater 1746 zum Earl Gower erhoben wurde, waren seine älteren Brüder bereits gestorben, er führte daher als Heir Apparent seines Vaters fortan den Höflichkeitstitel Viscount Trentham. Beim Tod seines Vaters am 25. Dezember 1754 beerbte er diesen als 2. Earl Gower, erhielt damit einen Sitz im House of Lords und schied dafür aus dem House of Commons aus. Stafford war ein Anhänger seines Schwagers John Russell und bekam dadurch mehrere Regierungsaufgaben. Nach Bedfords Tod im Jahr 1771 wurde Gower Anführer der Faktion der Bedfordisten und als Lord President of the Council in der Verwaltung von Frederick North hatte er eine kritische Einstellung gegenüber den amerikanischen Kolonialisten.
Gower war frustriert durch das, was er in der nordamerikanischen Administration während des Amerikanischen Unabhängigkeitskriegs sah, und trat 1779 von seinem Kabinettssitz zurück. Als North im März 1782 zurücktrat, wurde Gower gebeten, ein Ministerium zu bilden. Er lehnte das aber ab und lehnte auch darauffolgende Angebote von sowohl William Petty als auch von der Fox-North-Koalition ab, an der Regierung teilzunehmen. Stattdessen wurde er eine Hauptfigur beim Sturz der Fox-North Koalition und wurde dafür mit der Position als Lord President in der neuen Administration von William Pitt dem Jüngeren belohnt. Obwohl er sein Amt bald mit dem von Lord Privy Seal tauschte und sich nach und nach aus der Politik zurückzog, blieb er bis zu seiner Pensionierung im Jahr 1794 Kabinettsminister. 1786 wurde er als Belohnung für seine Dienste zum Marquess of Stafford erhoben.

## Familie
Stafford heiratete dreimal. Er heiratete 1744 in erster Ehe Elizabeth Fazakerley, eine Tochter von Nicholas Fazakerley, in 1744. Elizabeth starb 2 Jahre später an Pocken. Mit ihr hatte er keine Kinder.
Stafford heiratete 1748 in zweiter Ehe Lady Louisa, die Tochter von Scroop Egerton, 1. Duke of Bridgewater, in 1748. Sie starb 1761. Mit ihr hatte er vier Kinder:
- George Leveson-Gower, 1. Duke of Sutherland (* 9. Januar 1758; † 19. Juli 1833).

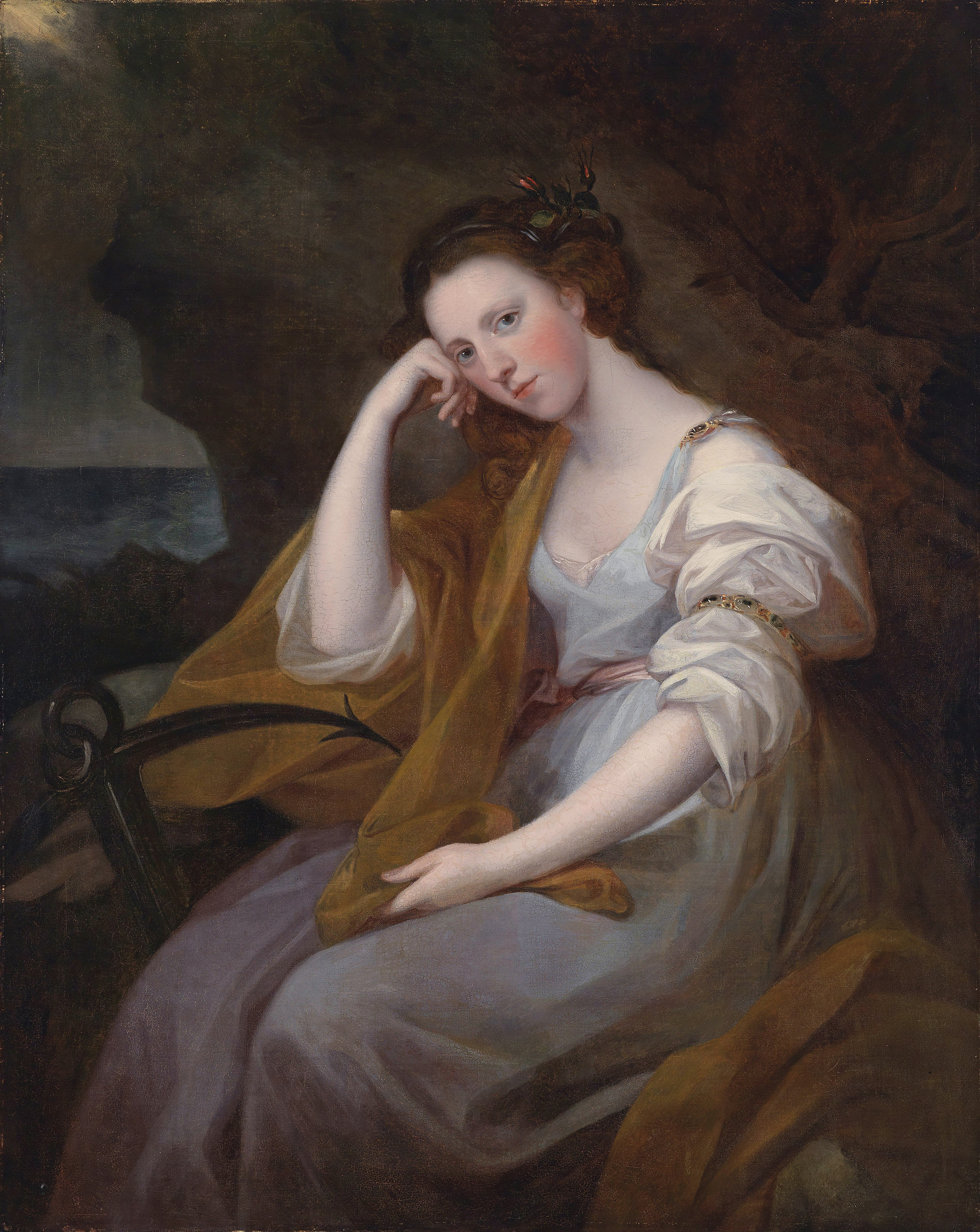
Louisa, Lady Macdonald

- Lady Louisa Leveson-Gower († 29. Juli 1827) ⚭ Sir Archibald MacDonald, 1. Baronet.
- Lady Margaret Caroline Leveson-Gower († 27. Januar 1824) ⚭ Frederick Howard, 5. Earl of Carlisle war die Mutter von George Howard, 6. Earl of Carlisle.
- Lady Anne Leveson-Gower († 16. November 1832) ⚭ the Right Reverend the Hon. Edward Venables-Vernon-Harcourt, Erzbischof von York.

In dritter Ehe heiratete er 1768 Lady Susannah, eine Tochter von Alexander Stewart, 6. Earl of Galloway. Mit ihr hatte er vier Kinder:
- Lady Georgiana Augusta Leveson-Gower (* 13. April 1769; † 24. März 1806) ⚭ William Eliot, 2. Earl of St Germans.
- Lady Charlotte Sophia Leveson-Gower (* Februar 1771; getauft am 12. Februar 1771 in St. Martin-in-the-Fields, Westminster; † 12. August 1854) ⚭ Henry Somerset, 6. Duke of Beaufort. Sie war die Mutter von Henry Somerset, 7. Duke of Beaufort und Lord Granville Somerset.
- Lady Susan Leveson-Gower (* September 1772; getauft am 15. September 1772 in Trentham; † 26. Mai 1838) ⚭ Dudley Ryder, 1. Earl of Harrowby.
- Granville Leveson-Gower, 1. Earl Granville (* 12. Oktober 1773; getauft am 5. November 1773 in Trentham; † 7. Januar 1846).

Lord Stafford starb im Oktober 1803 in Trentham Hall, Staffordshire, in einem Alter von 82 Jahren. Seine Titel erbte sein ältester Sohn aus der zweiten Ehe, George, der 1833 Duke of Sutherland wurde. Die Marchioness of Stafford starb im August 1805.